# Усыпальница Саадитов
Усыпальница Саадитов (араб. ضريح السعديين‎) — мавзолейный комплекс султанов династии Саадитов и их приближённых в Марракеше, Марокко. Комплекс основан в конце XVI — начале XVII веков, во времена султана Ахмада аль-Мансура, который сделал Марракеш столицей своего государства.
После заката династии Саадитов мавзолейный комплекс был заброшен, застроен и непосещаем. Заново открыт в 1917 году и отреставрирован. Усыпальница Саадитов из-за своего богатого внутреннего и наружного убранства стала одной из основных достопримечательностей для туристов Марракеша. Некрополь включает в себя около 60 захоронений Саадитов начиная с семьи Ахмада аль-Мансура. В самом мавзолее есть три больших зала с захоронениями. В центральном зале с 12 самыми богатыми погребениями — могила сына Ахмада аль-Мансура. Залы украшены искусной резьбой по дереву (берёза) и орнаментами Стукко. Надгробья выполнены из итальянского мрамора Каррара.
Сразу за некрополем в садовом комплексе расположены захоронения государственных чиновников и военачальников султанов Саадитов.